# 203 Pompeja

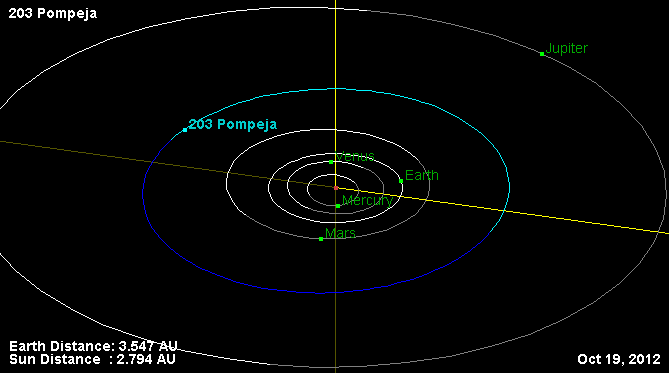

203 Pompeja è un asteroide della fascia principale del diametro medio di circa 116,25 km. Scoperto nel 1879, presenta un'orbita caratterizzata da un semiasse maggiore pari a 2,7372126 UA e da un'eccentricità di 0,0608099, inclinata di 3,18387° rispetto all'eclittica.
Il suo nome è dedicato alla città di Pompei, distrutta dall'eruzione del Vesuvio nel 79 d.C.